# Juan José Rodríguez Ramos
Juan José Rodríguez Ramos (Mazatlán, Sinaloa, 1970) es un escritor mexicano. Debutó con el libro de 
cuentos Con sabor a limonero (1988). De la novela La casa de las lobas el periodista Enrique Montañez ha escrito: 

"Esta nueva novela de Rodríguez es un ejercicio erótico estimable y honesto; en consecuencia, no existen los excesos del género, recurso mandraquiano de abrumar al lector mediante decenas de situaciones sexuales aderezadas con elementos “transgresores” para que la novela se acepte sin reparos. La casa de las lobas es, al contrario, la exégesis de Juan José Rodríguez para intentar comprender los arcanos del amor, el eros y la sexualidad femenina."

En julio de 2009, Eduardo Rossoff inició la filmación de Sangre de familia, película basada en la novela Asesinato en una lavandería china.

## Publicaciones
Colecciones de cuentos
- Con sabor a limonero, Difocur Sinaloa, 1988

Novelas
- El náufrago del mar amarillo, Difocur Sinaloa, 1991
- Asesinato en una lavandería china, Conaculta, 1996
- El gran invento del siglo XX, Joaquín Mortiz, 1997
- Mi nombre es Casablanca, Mondadori, 2003
- La casa de las lobas, Plaza y Janés, 2005
- La novia de Houdini, Océano, 2014
- Lady Metralla, edicione B, 2017

## Premios y reconocimientos
- Premio Nacional de Cuento Gilberto Owen 2002, por el libro inédito Los hombres del Ave María
- Mazatlán de Literatura 2004 por la novela Mi nombre es Casablanca'